# My Little Pony: Equestria Girls (serie web)
My Little Pony: Equestria Girls, con subtítulo Digital Series, es una serie web basados en Hasbro, línea de juguetes y franquicia de medios del mismo nombre, y un spin-off del 2010 relanzamiento de My Little Pony. Se centra en los personajes principales de la serie de televisión My Little Pony: La magia de la amistad, re-concebida como adolescentes humanos que asisten a la escuela secundaria. La serie web se estrenó el 17 de noviembre de 2017 en YouTube.  La primera temporada se comercializó con el tema Better Together. La segunda temporada inició en enero de 2019 y en Latinoamérica, acabó en abril del mismo con el corto Abandonada (FOMO en la versión original).
La serie acabó siguiendo su segunda temporada el 23 de junio de 2020 después de que DHX Media Vancouver (actualmente WildBrain) haya dejado su producción en 2019.

## Producción
Esta serie marca el debut de un nuevo vestuario para los personajes principales. Los nuevos armarios para niñas fueron diseñados por el estilista de moda de celebridades Laura Schuffman.
Planes para una tercera temporada y un final apropiado fueron cancelados por Hasbro, como es explicado en un tuit por Nick Confalone que fue un escritor para la serie, que fue revelado en marzo de 2021.

## Episodios

### Temporada 1

#### Cortos
| #  | #  | Título                    | Director    | Escritor                                | Estreno                 | Duración |
| -- | -- | ------------------------- | ----------- | --------------------------------------- | ----------------------- | -------- |
| 1  | 1  | A Fine Line               | Ishi Rudell | Gillian M. Berrow                       | 17 de noviembre de 2017 | 2:44     |
| 2  | 2  | School of Rock            | Ishi Rudell | Gillian M. Berrow                       | 24 de noviembre de 2017 | 2:35     |
| 3  | 3  | Queen of Clubs            | Ishi Rudell | Gillian M. Berrow                       | 1 de diciembre de 2017  | 2:39     |
| 4  | 4  | Pinkie Sitting            | Ishi Rudell | Gillian M. Berrow                       | 8 de diciembre de 2017  | 2:46     |
| 5  | 5  | The Finals Countdown      | Ishi Rudell | Gillian M. Berrow                       | 15 de diciembre de 2017 | 2:36     |
| 6  | 6  | Overpowered               | Ishi Rudell | Gillian M. Berrow                       | 22 de diciembre de 2017 | 2:41     |
| 7  | 7  | Star Crossed              | Ishi Rudell | Gillian M. Berrow                       | 29 de diciembre de 2017 | 2:55     |
| 8  | 8  | My Little Shop of Horrors | Ishi Rudell | Gillian M. Berrow                       | 5 de enero de 2018      | 2:51     |
| 9  | 9  | A Little Birdie Told Me   | Ishi Rudell | Gillian M. Berrow                       | 12 de enero de 2018     | 2:48     |
| 10 | 10 | Display of Affection      | Ishi Rudell | Gillian M. Berrow                       | 19 de enero de 2018     | 2:46     |
| 11 | 11 | Super Squad Goals         | Ishi Rudell | Gillian M. Berrow                       | 26 de enero de 2018     | 2:45     |
|    |    | Road Trippin'             | Ishi Rudell | Gillian M. Berrow                       | 2 de marzo de 2018      | 2:19     |
| 16 | 12 | X Marks the Spot          | Ishi Rudell | Kara Lee Burk                           | 13 de abril de 2018     | 2:32     |
| 17 | 13 | Aww... Baby Turtles       | Ishi Rudell | Kara Lee Burk                           | 20 de abril de 2018     | 2:58     |
| 18 | 14 | The Salty Sails           | Ishi Rudell | Whitney Ralls                           | 27 de abril de 2018     | 2:50     |
| 19 | 15 | Lost and Found            | Ishi Rudell | Kate Leth                               | 4 de mayo de 2018       | 2:43     |
| 20 | 16 | Too Hot to Handle         | Ishi Rudell | Laura Hooper Beck                       | 11 de mayo de 2018      | 2:23     |
| 21 | 17 | Blue Crushed              | Ishi Rudell | Kate Leth                               | 18 de mayo de 2018      | 2:26     |
| 22 | 18 | Unsolved Selfie Mysteries | Ishi Rudell | Nina Daniels                            | 25 de mayo de 2018      | 2:11     |
| 23 | 19 | Friendship Math           | Ishi Rudell | M.J. Offen                              | 1 de junio de 2018      | 2:31     |
| 24 | 20 | Turf War                  | Ishi Rudell | Laura Hooper Beck                       | 8 de junio de 2018      | 2:34     |
| 25 | 21 | The Last Day of School    | Ishi Rudell | Kate Leth                               | 15 de junio de 2018     | 2:34     |
| 26 | 22 | Outtakes                  | Ishi Rudell | Whitney Ralls                           | 22 de junio de 2018     | 2:31     |
| 27 | 23 | Pinkie Pie: Snack Psychic | Ishi Rudell | Laura Hooper Beck                       | 29 de junio de 2018     | 2:18     |
| 28 | 24 | 5 to 9                    | Ishi Rudell | Gillian M. Berrow                       | 6 de julio de 2018      | 2:37     |
| 29 | 25 | So Much More to Me        | Ishi Rudell | Kate Leth                               | 13 de julio de 2018     | 2:59     |
| 30 | 26 | The Other Side            | Ishi Rudell | John Jennings Boyd y Lisette Bustamante | 5 de octubre de 2018    | 2:48     |

#### You Choose the Ending
| #  | #  | Título                                              | Director    | Escritor            | Estreno               | Duración | Final                   |
| -- | -- | --------------------------------------------------- | ----------- | ------------------- | --------------------- | -------- | ----------------------- |
| 12 | 1  | Fluttershy's Butterflies                            | Ishi Rudell | Nick Confalone      | 2 de febrero de 2018  | 1:49     | 1:38 (Applejack)        |
| 12 | 1  | Fluttershy's Butterflies                            | Ishi Rudell | Nick Confalone      | 2 de febrero de 2018  | 1:49     | 1:23 (Rainbow Dash)     |
| 12 | 1  | Fluttershy's Butterflies                            | Ishi Rudell | Nick Confalone      | 2 de febrero de 2018  | 1:49     | 1:03 (DJ Pon-3)         |
| 13 | 2  | Text Support                                        | Ishi Rudell | Jim Martin          | 9 de febrero de 2018  | 1:21     | 1:45 (Rarity)           |
| 13 | 2  | Text Support                                        | Ishi Rudell | Jim Martin          | 9 de febrero de 2018  | 1:21     | 1:27 (Sunset Shimmer)   |
| 13 | 2  | Text Support                                        | Ishi Rudell | Jim Martin          | 9 de febrero de 2018  | 1:21     | 1:08 (Fluttershy)       |
| 14 | 3  | Driving Miss Shimmer                                | Ishi Rudell | Kate Leth           | 16 de febrero de 2018 | 0:57     | 2:01 (Rarity)           |
| 14 | 3  | Driving Miss Shimmer                                | Ishi Rudell | Kate Leth           | 16 de febrero de 2018 | 0:57     | 1:39 (Applejack)        |
| 14 | 3  | Driving Miss Shimmer                                | Ishi Rudell | Kate Leth           | 16 de febrero de 2018 | 0:57     | 1:46 (Fluttershy)       |
| 15 | 4  | Best Trends Forever                                 | Ishi Rudell | Whitney Ralls       | 23 de febrero de 2018 | 1:04     | 1:52 (Twilight Sparkle) |
| 15 | 4  | Best Trends Forever                                 | Ishi Rudell | Whitney Ralls       | 23 de febrero de 2018 | 1:04     | 1:16 (Rainbow Dash)     |
| 15 | 4  | Best Trends Forever                                 | Ishi Rudell | Whitney Ralls       | 23 de febrero de 2018 | 1:04     | 1:12 (Pinkie Pie)       |
| 31 | 5  | Stressed in Show                                    | Ishi Rudell | Kelly D'Angelo      | 20 de julio de 2018   | 1:28     | 1:39 (Fluttershy)       |
| 31 | 5  | Stressed in Show                                    | Ishi Rudell | Kelly D'Angelo      | 20 de julio de 2018   | 1:28     | 1:36 (Pinkie Pie)       |
| 31 | 5  | Stressed in Show                                    | Ishi Rudell | Kelly D'Angelo      | 20 de julio de 2018   | 1:28     | 1:33 (Rainbow Dash)     |
| 32 | 6  | Rarity Investigates: The Case of the Bedazzled Boot | Ishi Rudell | Julia Prescott      | 27 de julio de 2018   | 1:28     | 1:30 (Applejack)        |
| 32 | 6  | Rarity Investigates: The Case of the Bedazzled Boot | Ishi Rudell | Julia Prescott      | 27 de julio de 2018   | 1:28     | 1:40 (Pinkie Pie)       |
| 32 | 6  | Rarity Investigates: The Case of the Bedazzled Boot | Ishi Rudell | Julia Prescott      | 27 de julio de 2018   | 1:28     | 1:59 (Trixie)           |
| 33 | 7  | All the World's Off Stage                           | Ishi Rudell | Christopher Godfrey | 3 de agosto de 2018   | 1:35     | 1:54 (Micro Chips)      |
| 33 | 7  | All the World's Off Stage                           | Ishi Rudell | Christopher Godfrey | 3 de agosto de 2018   | 1:35     | 1:11 (Pinkie Pie)       |
| 33 | 7  | All the World's Off Stage                           | Ishi Rudell | Christopher Godfrey | 3 de agosto de 2018   | 1:35     | 1:25 (Twilight Sparkle) |
| 34 | 8  | Constructive Criticism                              | Ishi Rudell | Jim Martin          | 10 de agosto de 2018  | 1:31     | 1:34 (Photo Finish)     |
| 34 | 8  | Constructive Criticism                              | Ishi Rudell | Jim Martin          | 10 de agosto de 2018  | 1:31     | 1:17 (Pinkie Pie)       |
| 34 | 8  | Constructive Criticism                              | Ishi Rudell | Jim Martin          | 10 de agosto de 2018  | 1:31     | 1:46 (Rainbow Dash)     |
| 35 | 9  | Opening Night                                       | Ishi Rudell | Kelly D'Angelo      | 17 de agosto de 2018  | 2:23     | 1:02 (Twilight Sparkle) |
| 35 | 9  | Opening Night                                       | Ishi Rudell | Kelly D'Angelo      | 17 de agosto de 2018  | 2:23     | 1:32 (Sunset Shimmer)   |
| 35 | 9  | Opening Night                                       | Ishi Rudell | Kelly D'Angelo      | 17 de agosto de 2018  | 2:23     | 1:21 (Applejack)        |
| 36 | 10 | Happily Ever After Party                            | Ishi Rudell | Whitney Ralls       | 24 de agosto de 2018  | 2:23     | 1:32 (Rarity)           |
| 36 | 10 | Happily Ever After Party                            | Ishi Rudell | Whitney Ralls       | 24 de agosto de 2018  | 2:23     | 1:42 (Rainbow Dash)     |
| 36 | 10 | Happily Ever After Party                            | Ishi Rudell | Whitney Ralls       | 24 de agosto de 2018  | 2:23     | 1:29 (Applejack)        |

### Temporada 2

#### Cortos
| #   | #   | Título                          | Director                | Escritor                     | Estreno                                     | Duración |
| --- | --- | ------------------------------- | ----------------------- | ---------------------------- | ------------------------------------------- | -------- |
| 37  | 1   | Reboxing with Spike!            | 11 de enero de 2019     | Ishi Rudell y Katrina Hadley | Gillian M. Berrow                           | 1:56     |
| 38  | 2   | DIY with Applejack              | 18 de enero de 2019     | Ishi Rudell y Katrina Hadley | Laura Hooper Beck                           | 2:28     |
| 39  | 3   | The Craft of Cookies            | 25 de enero de 2019     | Ishi Rudell y Katrina Hadley | Laura Hooper Beck                           | 2:30     |
| 40  | 4   | Street Magic with Trixie!       | 1 de febrero de 2019    | Ishi Rudell y Katrina Hadley | Laura Hooper Beck                           | 1:15     |
| 41  | 5   | Sic Skateboard                  | 8 de febrero de 2019    | Ishi Rudell y Katrina Hadley | Gillian M. Berrow                           | 2:00     |
| 42  | 6   | Street Chic                     | 15 de febrero de 2019   | Ishi Rudell y Katrina Hadley | Laura Hooper Beck                           | 2:18     |
| 43  | 7   | Game Stream                     | 22 de febrero de 2019   | Ishi Rudell y Katrina Hadley | Katie Chilson                               | 2:08     |
| 44  | 8   | Best in Show: The Pre-Show      | 1 de marzo de 2019      | Ishi Rudell y Katrina Hadley | Gillian M. Berrow                           | 2:03     |
| 45  | 9   | Best in Show: The Victory Lap   | 8 de marzo de 2019      | Ishi Rudell y Katrina Hadley | Katie Chilson                               | 2:13     |
| 46  | 10  | Schedule Swap                   | 15 de marzo de 2019     | Ishi Rudell y Katrina Hadley | Gillian M. Berrow                           | 2:38     |
| 47  | 11  | Twilight Under the Stars        | 22 de marzo de 2019     | Ishi Rudell y Katrina Hadley | Gillian M. Berrow                           | 2:20     |
| 48  | 12  | Five Stars                      | 29 de marzo de 2019     | Ishi Rudell y Katrina Hadley | Gillian M. Berrow, Kate Chilson             | 2:41     |
| 49  | 13  | FOMO                            | 5 de abril de 2019      | Ishi Rudell y Katrina Hadley | Gillian M. Berrow, Kate Chilson             | 2:19     |
| 50  | 14  | I'm on a Yacht'                 | 24 de mayo de 2019      | Ishi Rudell y Katrina Hadley | John Boyd, Lisette Bustamante               | 2:43     |
| 51  | 15  | Run to Break Free               | 31 de mayo de 2019      | Ishi Rudell y Katrina Hadley | Jess Furman, Jessuca Vaughn, Dan Whittemore | 2:44     |
| 52  | 16  | Camping Must-Haves              | 7 de junio de 2019      | Ishi Rudell y Katrina Hadley | Katie Chilson                               | 2:27     |
| 53  | 17  | Festival Filters                | 14 de junio de 2019     | Ishi Rudell y Katrina Hadley | Katie Chilson                               | 2:06     |
| 54  | 18  | How to Backstage                | 21 de junio de 2019     | Ishi Rudell y Katrina Hadley | Katie Chilson                               | 2:02     |
| 55  | 19  | Festival Looks                  | 28 de junio de 2019     | Ishi Rudell y Katrina Hadley | Katie Chilson                               | 1:54     |
| 56  | 20  | Five Lines You Need to Stand In | 5 de julio de 2019      | Ishi Rudell y Katrina Hadley | Katie Chilson                               | 2:17     |
| TBA | TBA | Do It For the Ponygram!         | 30 de agosto de 2019    | Ishi Rudell y Katrina Hadley | Nick Confalone                              | 3:03     |
| 57  | 21  | Find the Magic                  | 1 de septiembre de 2019 | Ishi Rudell y Katrina Hadley | Jarl Aanestad, Jess Furman, Jessica Vaughn  | 2:27     |

#### You Choose the Ending
| #  | #  | Título                  | Director    | Escritor         | Estreno                  | Duración | Final                     |
| -- | -- | ----------------------- | ----------- | ---------------- | ------------------------ | -------- | ------------------------- |
| 58 | 22 | Wake-Up!                | Ishi Rudell | Kate Leth        | 3 de septiembre de 2019  | 1:27     | 1:28 (Applejack)          |
| 58 | 22 | Wake-Up!                | Ishi Rudell | Kate Leth        | 3 de septiembre de 2019  | 1:27     | 1:31 (Rainbow Dash)       |
| 58 | 22 | Wake-Up!                | Ishi Rudell | Kate Leth        | 3 de septiembre de 2019  | 1:27     | 1:30 (Pinkie Pie)         |
| 59 | 23 | The Last Drop           | Ishi Rudell | Whitney Ralls    | 6 de septiembre de 2019  | 1:32     | 1:26 (Sunset Shimmer)     |
| 59 | 23 | The Last Drop           | Ishi Rudell | Whitney Ralls    | 6 de septiembre de 2019  | 1:32     | 1:20 (Fluttershy)         |
| 59 | 23 | The Last Drop           | Ishi Rudell | Whitney Ralls    | 6 de septiembre de 2019  | 1:32     | 1:16 (Big McIntosh)       |
| 60 | 24 | Inclement Leather       | Ishi Rudell | Anna Christopher | 8 de septiembre de 2019  | 1:38     | 1:23 (Applejack)          |
| 60 | 24 | Inclement Leather       | Ishi Rudell | Anna Christopher | 8 de septiembre de 2019  | 1:38     | 1:08 (Twilight Sparkle)   |
| 60 | 24 | Inclement Leather       | Ishi Rudell | Anna Christopher | 8 de septiembre de 2019  | 1:38     | 1:28 (Vignette Valencia)  |
| 61 | 25 | Lost and Pound          | Ishi Rudell | Jim Martin       | 10 de septiembre de 2019 | 1:12     | 2:05 (Rarity)             |
| 61 | 25 | Lost and Pound          | Ishi Rudell | Jim Martin       | 10 de septiembre de 2019 | 1:12     | 2:02 (Spike)              |
| 61 | 25 | Lost and Pound          | Ishi Rudell | Jim Martin       | 10 de septiembre de 2019 | 1:12     | 0:50 (Fluttershy)         |
| 62 | 26 | Accountibilibuddies     | Ishi Rudell | Jim Martin       | 13 de septiembre de 2019 | 1:14     | 1:41 (Rainbow Dash)       |
| 62 | 26 | Accountibilibuddies     | Ishi Rudell | Jim Martin       | 13 de septiembre de 2019 | 1:14     | 1:27 (Pinkie Pie)         |
| 62 | 26 | Accountibilibuddies     | Ishi Rudell | Jim Martin       | 13 de septiembre de 2019 | 1:14     | 1:46 (Snips)              |
| 63 | 27 | The Road Less Scheduled | Ishi Rudell | Anna Christopher | 15 de septiembre de 2019 | 1:06     | 1:46 (Fluttershy)         |
| 63 | 27 | The Road Less Scheduled | Ishi Rudell | Anna Christopher | 15 de septiembre de 2019 | 1:06     | 1:51 (Principal Celestia) |
| 63 | 27 | The Road Less Scheduled | Ishi Rudell | Anna Christopher | 15 de septiembre de 2019 | 1:06     | 1:26 (Micro Chips)        |